# Mosze Kol
Mosze Kol (hebr.: משה קול, ang.: Moshe Kol, ur. 28 maja 1911 w Pińsku, zm. 7 lipca 1989) – izraelski polityk, w latach 1966–1977 minister turystyki, w latach 1966–1969 minister rozwoju, w 1951, w latach 1959–1966, w 1969 oraz w 1974 poseł do Knesetu z list Partii Progresywnej, Partii Liberalnej i Niezależnych Liberałów. Sygnatariusz Deklaracji niepodległości Izraela.

## Życiorys
Urodził się 28 maja 1911 w Pińsku w Imperium Rosyjskim. Już w niepodległej Polsce uczęszczał w tym mieście do chederu. Działał w organizacjach syjonistycznych – był jednym z założycieli i przywódców ruchu młodzieżowego Ha-Owed ha-Cijjoni (Robotnik Syjonistyczny). W 1932 wyemigrował do, będącej pod brytyjskim mandatem, Palestyny i osiedlił się w prowadzonym przez organizację kibucu w okolicach Kefar Sawy.
Ukończył studia na Uniwersytecie Hebrajskim w Jerozolimie, został sekretarzem Ha-Owed ha-Cijjoni i przedstawicielem organizacji w związku zawodowym Histadrut. W latach 1941–1946 był członkiem komitetu wykonawczego Histadrutu, a od 1948 do 1964 członkiem rady dyrektorów Agencji Żydowskiej i szefem departamentu imigracji.
Był jednym z sygnatariuszy ogłoszonej 14 maja 1948 Deklaracji niepodległości Izraela i członkiem Tymczasowej Rady Państwa w latach 1948–1949 oraz założycielem Partii Progresywnej.
W wyborach parlamentarnych w 1951 po raz pierwszy dostał się do izraelskiego parlamentu z listy Partii Progresywnej, jednak już 10 września 1951 zrezygnował z zasiadania w drugim Knesecie, a mandat po nim objął Idow Kohen. Powrócił do parlamentu po wyborach w 1959. W kolejnych wyborach uzyskał reelekcję z listy Partii Liberalnej, powstałej po połączeniu Partii Progresywnej i Ogólnych Syjonistów. 16 marca 1965 znalazł się w grupie byłych działaczy Partii Progresywnej (Pinchas Rosen, Jizhar Harari, Jicchak Golan, Rachel Kohen-Kagan, Beno Kohen, Jehuda Sza’ari), którzy – w sprzeciwie przeciwko planowanemu połączeniu Liberałów z Herutem i stworzeniu Gahalu – opuścili Partię Liberalną tworząc nowe ugrupowanie – Niezależnych Liberałów, z którym Kol był już związany do końca swojej kariery politycznej.
Kolejny raz dostał się do Knesetu w wyborach w 1965, jednak już 11 stycznia 1966 po raz drugi zrezygnował z mandatu poselskiego, który objął po nim Jicchak Golan. Następnego dnia objął dwie teki ministerialne w nowo utworzonym trzecim rządzie Lewiego Eszkola – został ministrem turystyki oraz rozwoju. Jego poprzednikami w tych resortach byli odpowiednio Akiwa Gowrin oraz Chajjim Josef Cadok. Oba stanowiska utrzymał również w tworzonym w marcu 1969 pierwszym rządzie Goldy Meir. W wyborach w październiku 1969 ponownie dostał się do Knesetu, by już 15 grudnia złożyć mandat poselski – jego następcą został Nissim Eliad. W tym samym dniu wszedł w skład drugiego rządu Goldy Meir, już tylko jako minister turystyki, Ministerstwo Rozwoju objął Chajjim Landau. Kol dostał się także do Knesetu ósmej kadencji, po wyborach w grudniu 1973, by 10 marca 1974 zrezygnować, ponownie na korzyść Eliada, a samemu pozostać na stanowisku ministra w trzecim rządzie Meir, a po jej rezygnacji – w pierwszym rządzie Rabina. W wyborach w 1977 nie uzyskał reelekcji. Jego następcą na stanowisku ministra turystyki został Gidon Patt.
W latach 1961–1984 wydał kilka publikacji książkowych na tematy związane z liberalizmem, kwestiami izraelsko-arabskimi i sprawami międzynarodowymi, a także autobiografię.
Zmarł 7 lipca 1989. Został pochowany na Górze Oliwnej.